# تشيلر لاي
كايلر لاي (بالإنجليزية: Chyler Leigh)‏ ممثلة، ‌مغنية وعارضة أمريكية من مواليد 10 أبريل 1982، اشتهرت بدور لكسي غراي في مسلسل غريز أناتومي.

## مواقع خارجية
- تشيلر لاي على موقع IMDb (الإنجليزية)
- تشيلر لاي على موقع ميتاكريتيك (الإنجليزية)
- تشيلر لاي على موقع روتن توميتوز (الإنجليزية)
- تشيلر لاي على موقع قاعدة بيانات الأفلام العربية
- تشيلر لاي على موقع ألو سيني (الفرنسية)
- تشيلر لاي على موقع ميوزك برينز (الإنجليزية)
- تشيلر لاي على موقع تيرنر كلاسيك موفيز (الإنجليزية)
- تشيلر لاي على موقع أول موفي (الإنجليزية)
- تشيلر لاي على موقع قاعدة بيانات الأفلام السويدية (السويدية)
- تشيلر لاي على موقع إن إن دي بي (الإنجليزية)